# Pronectria robergei
Pronectria robergei är en lavart som först beskrevs av Mont. & Desm., och fick sitt nu gällande namn av Lowen 1990. Pronectria robergei ingår i släktet Pronectria och familjen Bionectriaceae.  Arten är reproducerande i Sverige. Inga underarter finns listade i Catalogue of Life.